# Liste der preußischen Landwirtschaftsminister
Liste der preußischen Landwirtschaftsminister.
Die zugehörige Kategorie ist Landesminister (Preußen).
In der ersten Hälfte des 19. Jahrhunderts wurde dieser Aufgabenbereich überwiegend durch das Innenministerium abgedeckt. Für Eigentumsfragen und Einnahmen der Domänen und Forsten war jedoch auch das Finanzministerium (Fiskus) zuständig.
1848 wurde ein eigenständiges Ministerium gebildet. Die offizielle Amtsbezeichnung lautete: „Minister für Landwirtschaft, Domänen und Forsten“.
Die ersten mehrjährigen Amtsinhaber waren immer noch gleichzeitig Innenminister.
| Name                                                           | Amtsantritt        | Amtsaustritt       | Bild |
| -------------------------------------------------------------- | ------------------ | ------------------ | --- |
| Rudolf Eduard Julius Gierke                                    | 25. Juni 1848      | 21. September 1848 | Wappen des Königreichs Preußen · Otto Theodor von Manteuffel · Karl Otto von Manteuffel · Abgeordnete des vereinigten Landtages · Karl Rudolf Friedenthal · Wahlplakat für Hugenberg |
| Otto Theodor von Manteuffel                                    | 8. November 1848   | 19. Dezember 1850  | Wappen des Königreichs Preußen · Otto Theodor von Manteuffel · Karl Otto von Manteuffel · Abgeordnete des vereinigten Landtages · Karl Rudolf Friedenthal · Wahlplakat für Hugenberg |
| Ferdinand Otto Wilhelm Henning von Westphalen (interimistisch) | 19. Dezember 1850  | 16. Oktober 1854   | Wappen des Königreichs Preußen · Otto Theodor von Manteuffel · Karl Otto von Manteuffel · Abgeordnete des vereinigten Landtages · Karl Rudolf Friedenthal · Wahlplakat für Hugenberg |
| Karl Otto von Manteuffel                                       | 16. Oktober 1854   | 6. November 1858   | Wappen des Königreichs Preußen · Otto Theodor von Manteuffel · Karl Otto von Manteuffel · Abgeordnete des vereinigten Landtages · Karl Rudolf Friedenthal · Wahlplakat für Hugenberg |
| Erdmann III. Graf von Pückler                                  | 6. November 1858   | 17. März 1862      | Wappen des Königreichs Preußen · Otto Theodor von Manteuffel · Karl Otto von Manteuffel · Abgeordnete des vereinigten Landtages · Karl Rudolf Friedenthal · Wahlplakat für Hugenberg |
| Heinrich Friedrich August von Itzenplitz                       | 17. März 1862      | 8. Dezember 1862   | Wappen des Königreichs Preußen · Otto Theodor von Manteuffel · Karl Otto von Manteuffel · Abgeordnete des vereinigten Landtages · Karl Rudolf Friedenthal · Wahlplakat für Hugenberg |
| Werner Ludolph Erdmann von Selchow                             | 9. Dezember 1862   | 13. Januar 1873    | Wappen des Königreichs Preußen · Otto Theodor von Manteuffel · Karl Otto von Manteuffel · Abgeordnete des vereinigten Landtages · Karl Rudolf Friedenthal · Wahlplakat für Hugenberg |
| Graf Otto von Königsmarck                                      | 13. Januar 1873    | 8. Dezember 1873   | Wappen des Königreichs Preußen · Otto Theodor von Manteuffel · Karl Otto von Manteuffel · Abgeordnete des vereinigten Landtages · Karl Rudolf Friedenthal · Wahlplakat für Hugenberg |
| Heinrich Karl Julius von Achenbach                             | 8. Dezember 1873   | 19. September 1874 | Wappen des Königreichs Preußen · Otto Theodor von Manteuffel · Karl Otto von Manteuffel · Abgeordnete des vereinigten Landtages · Karl Rudolf Friedenthal · Wahlplakat für Hugenberg |
| Karl Rudolf Friedenthal                                        | 19. September 1874 | 13. Juli 1879      | Wappen des Königreichs Preußen · Otto Theodor von Manteuffel · Karl Otto von Manteuffel · Abgeordnete des vereinigten Landtages · Karl Rudolf Friedenthal · Wahlplakat für Hugenberg |
| Robert Sigmund Maria Joseph Lucius von Ballhausen              | 13. Juli 1879      | 13. November 1890  | Wappen des Königreichs Preußen · Otto Theodor von Manteuffel · Karl Otto von Manteuffel · Abgeordnete des vereinigten Landtages · Karl Rudolf Friedenthal · Wahlplakat für Hugenberg |
| Wilhelm Carl Heinrich von Heyden-Cadow                         | 13. November 1890  | 9. November 1894   | Wappen des Königreichs Preußen · Otto Theodor von Manteuffel · Karl Otto von Manteuffel · Abgeordnete des vereinigten Landtages · Karl Rudolf Friedenthal · Wahlplakat für Hugenberg |
| Ernst von Hammerstein-Loxten                                   | 9. November 1894   | 5. Mai 1901        | Wappen des Königreichs Preußen · Otto Theodor von Manteuffel · Karl Otto von Manteuffel · Abgeordnete des vereinigten Landtages · Karl Rudolf Friedenthal · Wahlplakat für Hugenberg |
| Victor Adolf Theophil von Podbielski                           | 8. Mai 1901        | 11. November 1906  | Wappen des Königreichs Preußen · Otto Theodor von Manteuffel · Karl Otto von Manteuffel · Abgeordnete des vereinigten Landtages · Karl Rudolf Friedenthal · Wahlplakat für Hugenberg |
| Johann Friedrich Bernd von Arnim Criewen                       | 23. November 1906  | 18. Juni 1910      | Wappen des Königreichs Preußen · Otto Theodor von Manteuffel · Karl Otto von Manteuffel · Abgeordnete des vereinigten Landtages · Karl Rudolf Friedenthal · Wahlplakat für Hugenberg |
| Clemens August Freiherr von Schorlemer-Lieser                  | 18. Juni 1910      | 6. August 1917     | Wappen des Königreichs Preußen · Otto Theodor von Manteuffel · Karl Otto von Manteuffel · Abgeordnete des vereinigten Landtages · Karl Rudolf Friedenthal · Wahlplakat für Hugenberg |
| Paul von Eisenhart-Rothe                                       | 7. August 1917     | 12. November 1918  | Wappen des Königreichs Preußen · Otto Theodor von Manteuffel · Karl Otto von Manteuffel · Abgeordnete des vereinigten Landtages · Karl Rudolf Friedenthal · Wahlplakat für Hugenberg |
| Otto Braun                                                     | 14. November 1918  | 10. März 1921      | Wappen des Königreichs Preußen · Otto Theodor von Manteuffel · Karl Otto von Manteuffel · Abgeordnete des vereinigten Landtages · Karl Rudolf Friedenthal · Wahlplakat für Hugenberg |
| Hermann Warmbold                                               | 21. April 1921     | 1. November 1921   | Wappen des Königreichs Preußen · Otto Theodor von Manteuffel · Karl Otto von Manteuffel · Abgeordnete des vereinigten Landtages · Karl Rudolf Friedenthal · Wahlplakat für Hugenberg |
| Hugo Wendorff                                                  | 7. November 1921   | 23. Januar 1925    | Wappen des Königreichs Preußen · Otto Theodor von Manteuffel · Karl Otto von Manteuffel · Abgeordnete des vereinigten Landtages · Karl Rudolf Friedenthal · Wahlplakat für Hugenberg |
| Heinrich Steiger                                               | 18. Februar 1925   | 20. Juli 1932      | Wappen des Königreichs Preußen · Otto Theodor von Manteuffel · Karl Otto von Manteuffel · Abgeordnete des vereinigten Landtages · Karl Rudolf Friedenthal · Wahlplakat für Hugenberg |
| Alfred Hugenberg                                               | 11. April 1933     | 11. Juli 1933      | Wappen des Königreichs Preußen · Otto Theodor von Manteuffel · Karl Otto von Manteuffel · Abgeordnete des vereinigten Landtages · Karl Rudolf Friedenthal · Wahlplakat für Hugenberg |
| Walther Darré                                                  | 11. Juli 1933      | 1945               | Wappen des Königreichs Preußen · Otto Theodor von Manteuffel · Karl Otto von Manteuffel · Abgeordnete des vereinigten Landtages · Karl Rudolf Friedenthal · Wahlplakat für Hugenberg |